# Ange Chiappe
Ange Marie Chiappe (Sartene, 30 aprile 1766 – Parigi, 18 luglio 1826) è stato un politico francese, deputato della Corsica alla Convenzione nazionale di cui fu segretario.

## Famiglia
Ange Chiappe proveniva da un'influente famiglia di negozianti originaria di Genova. Il fratello, Jean-François, giudice prima della Rivoluzione, morì con il ruolo di procuratore generale alla corte imperiale di Ajaccio.
I suoi figli, Jean-Jacques Chiappe, ufficiale del genio, ricevette nel 1814 la legion d'onore del re in virtù dei lavori effettuati presso la direzione del genio. Durante i cento giorni, venne nominato ufficiale di ordinanza di Napoleone I il 29 maggio 1815, in seguito capo battaglione del genio e ufficiale della legion d'onore.

## Gli inizi
Controllore degli atti, Sartene venne eletto supplente del Terzo Stato della Corsica agli Stati generali del 1789.
Diventato colonnello alla testa di un battaglione della guardia nazionale francese; alla caduta dell'Ancien Régime, venne eletto al direttorio del dipartimento.

## La Convenzione
Il 17 settembre 1792 venne eletto secondo rappresentante corso su 6 alla Convenzione nazionale. Si schierò tra i girondini. Nel processo a Luigi XVI, votò per l'appello del popolo, la detenzione del re in seguito alla dichiarazione di pace e la sospensione dell'esecuzione della condanna a morte.
Venne eletto segretario della Convenzione il 20 aprile 1793, venne inviato in missione nel mezzogiorno, dove dovette affrontare l'insurrezione popolare a Tolone del 25 floreale anno III. Venne in seguito assegnato all'armée des Alpes.

## Il Direttorio e l'Impero
Membro del Consiglio dei Cinquecento a partire dal 23 vendemmiaio anno IV, si oppose il 7 novembre 1795 alla condanna di certi deputati accusati di avere partecipato all'insurrezione realista del 13 vendemmiaio anno IV.
Senza aver appoggiato il colpo di stato di Bonaparte, venne nominato dal Primo Console, console pressi gli USA, a Göteborg (Svezia) e Cartagena (Spagna). In seguito il 10 dicembre 1811 venne nominato sottoprefetto ad Alba, nel nuovo dipartimento della Stura.
Con la prima restaurazione del 1814, lasciò la vita pubblica e tornò a Parigi per trascorrervi la parte restante della sua vita. Venne insignito del titolo di cavaliere dell'ordine reale della stella polare di Svezia e Norvegia.